# Diocèse de Thérouanne

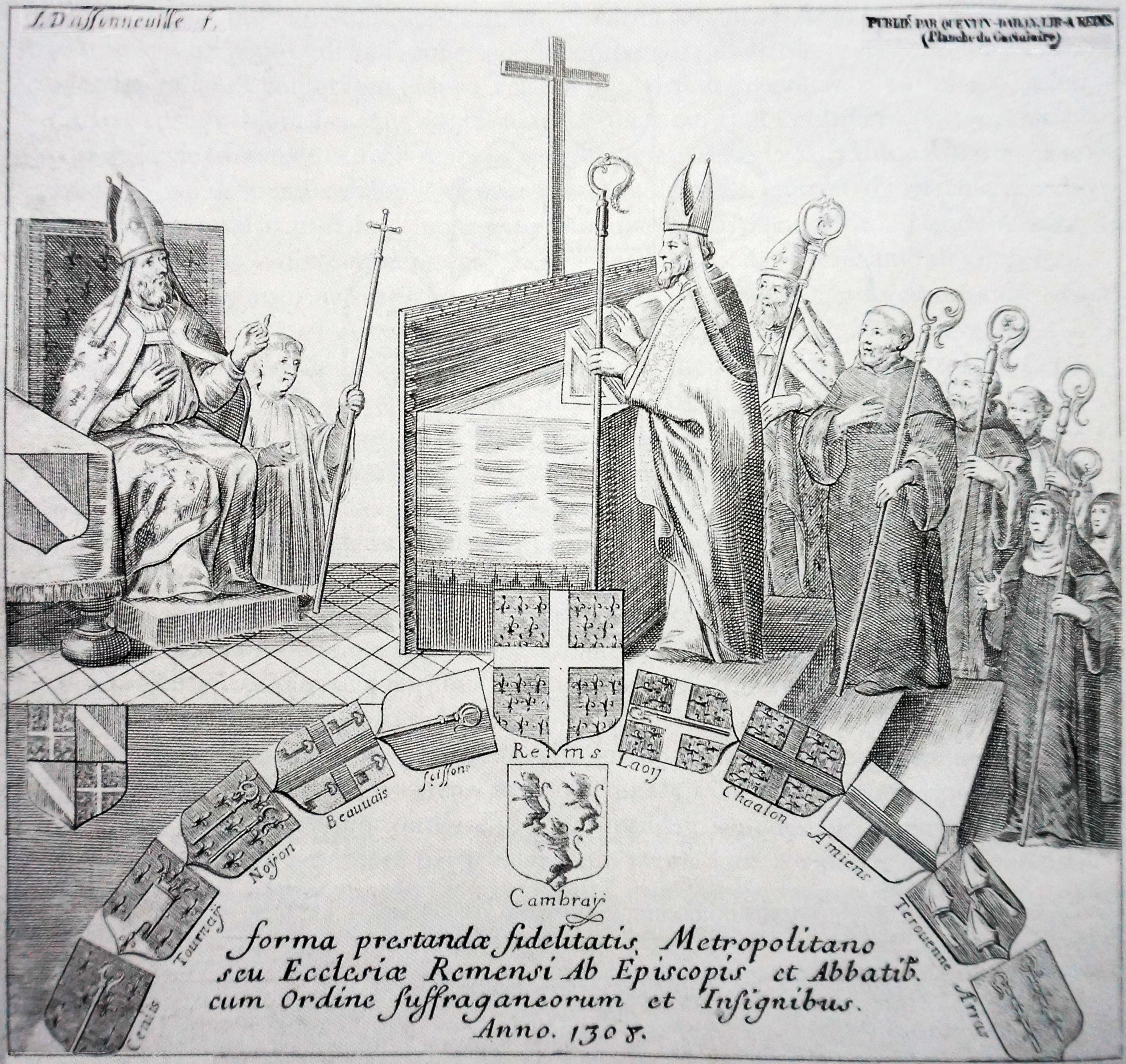
Suffragants de Reims, les armes de Thérouanne sont les avant dernières à droite.

Le diocèse de Thérouanne (en latin : Dioecesis Morinensis) est un ancien diocèse de l'Église catholique en France.
En janvier 2009, il est restauré comme siège titulaire.

## Histoire
Le diocèse de Thérouanne est érigé au VIIe siècle.
Il est bordé au sud-ouest par le diocèse d'Amiens, le fleuve la Canche formant la frontière entre les deux dans ce secteur.
Sous Charlemagne, le diocèse comprend 808 paroisses, dont un grand nombre fut créé par saint Omer (Audomar de Thérouanne).
Suffragant de l'archidiocèse métropolitain de Reims, il relève de la province ecclésiastique de Reims. Il est divisé en doyennés. Le nombre exact de ces doyennés n'est pas connu avec certitude, mais il s'élevait probablement à vingt-quatre ou vingt-cinq. Ces doyennés étaient regroupés dans deux archidiaconés :
- L'archidiaconé de Morinie, appelé encore de France, ou d'Artois : Boulogne, Guînes, Alquines, Wissant, Frencq, Fauquembergues, Hesdin, Bomy, Lillers, Aire, Saint-Pol, Helfaut, Saint-Omer (Thérouanne) ;
- L'archidiaconé de Flandre : Ypres, Bailleul, Poperinge, Marck, Furnes, Bourbourg, Cassel, Bergues, Dixmude (Nieuport), Merville.

On ignore à quel archidiaconé appartenait primitivement le doyenné d'Arques.
En 1553, la ville de Thérouanne est détruite par les troupes de Charles Quint. Par cet événement politique, le diocèse de Thérouanne est supprimé de fait, car tout diocèse territorial doit être désigné, de soi, par la ville où siège son évêque,. Six ans plus tard, par la bulle Super universas, du 12 mai 1559, le pape Paul IV distrait les parties septentrionales du diocèse de Thérouanne pour constituer les diocèses d'Ypres et de Saint-Omer. Les villes de Thérouanne et de Boulogne étant étroitement liées depuis des siècles, le pape Pie V, par une bulle du 3 mars 1567 (n. st.), crée le siège épiscopal de Boulogne-sur-Mer en lui attribuant la partie restante du diocèse de Thérouanne, désormais éteint selon les règles canoniques.

### Siège titulaire
En janvier 2009, il est restauré comme siège titulaire. Il est attribué pour la première fois le 8 janvier 2019 à Jean-Pierre Vuillemin évêque auxiliaire de Metz.